# Latica galeanoi
 (août 2020).
Genre
Espèce
Latica galeanoi, unique représentant du genre Latica, est une espèce d'araignées aranéomorphes de la famille des Gnaphosidae.

## Distribution
Cette espèce se rencontre en Uruguay et en Argentine dans les provinces de Buenos Aires et d'Entre Ríos,.

## Description
La femelle holotype mesure 4,90 mm et le mâle paratype 2,33 mm.

## Étymologie
Le nom du genre est un mélange de "Latino" et "America".
Cette espèce est nommée en l'honneur d'Eduardo Galeano.

## Publication originale
- da Silva, Guerrero, Bidegaray-Batista & Simó, 2020 : « Description of Latica, a new monotypic spider genus from Uruguay and Argentina (Araneae, Herpyllinae, Gnaphosidae): an integrative approach. » Zoologischer Anzeiger, vol. 288, p. 84-96.